# Aksai Chin

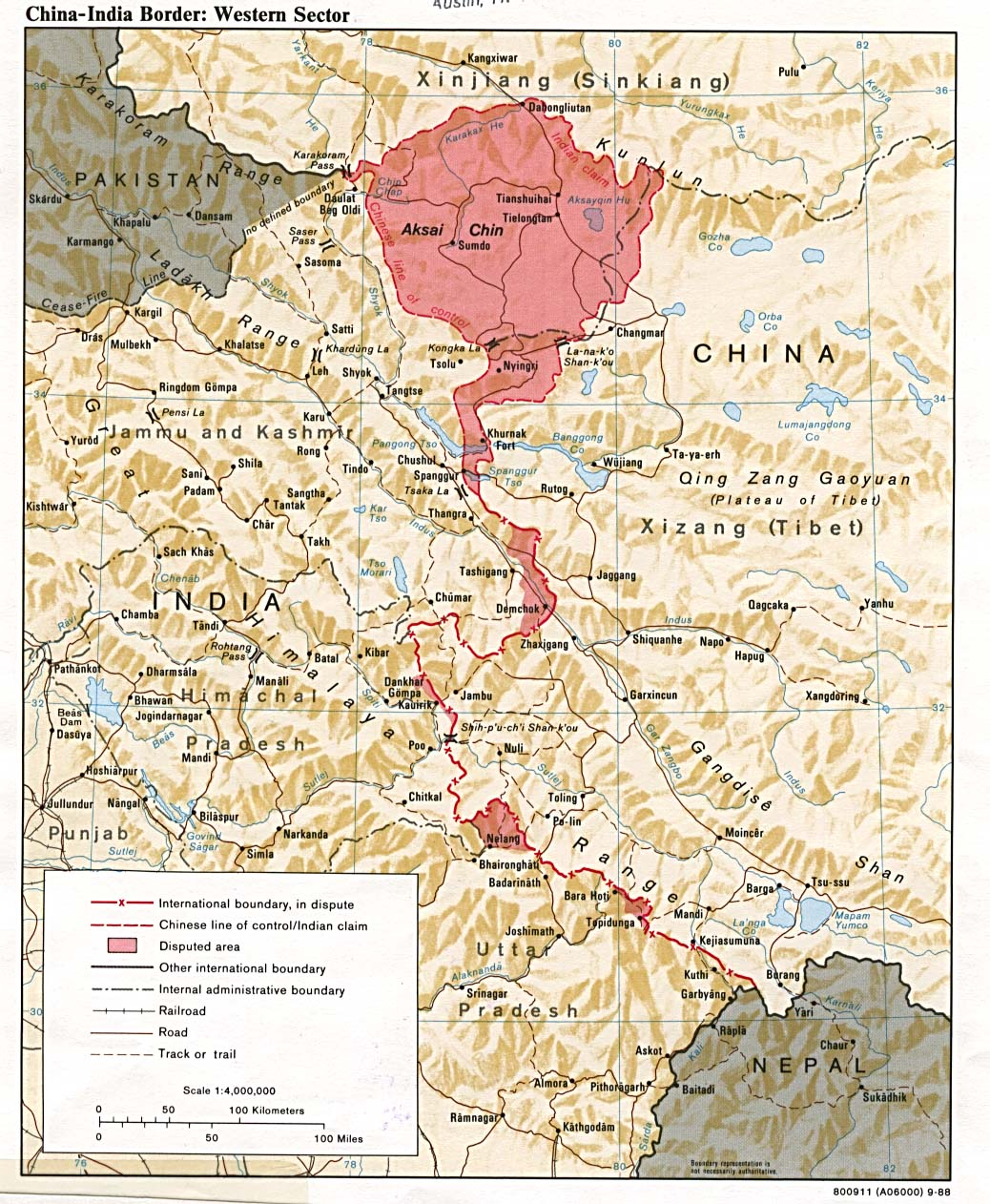
China - Índia - Região de Aksai Chin na Caxemira

Aksai Chin (hindi:अकसाई चिन, chinês simplificado: 阿克赛钦, Ākèsàiqīn) é uma região da Caxemira. Foi ocupada militarmente pela República Popular da China em 1962 na Guerra sino-indiana; é reivindicada pela Índia.
A sua área é de cerca de um quinto da província de Jammu e Caxemira.